# Cunigonde van Slavonië
Cunigonde van Slavonië (circa 1245 - Praag, 9 september 1285) was een lid van het huis Ruriken. Van 1261 tot 1278 was ze koningin-gemalin van Bohemen en vervolgens was ze van 1278 tot aan haar dood regentes van Bohemen.

## Familie en jeugd
Cunigonde werd vermoedelijk geboren in het Kievse Rijk op de landerijen van haar grootvader Michael van Cherginov, die van 1236 tot 1240 de laatste grootvorst van Kiev was en afgezet werd als gevolg van een invasie door het Mongoolse Rijk. Haar ouders waren Rostislav Michaelovitsj, de latere heerser van Belgrado en Slavonië en Anna, dochter van koning Béla IV van Hongarije. 
Na de dood van haar grootvader langs vaderskant in 1246, verhuisde Cunigonde met haar familie naar Hongarije. Haar vader werd er door koning Béla IV aangesteld als gouverneur van de Servisch-sprekende regio's van het koninkrijk Hongarije in de Donauvallei. In 1256 riep haar vader zich uit tot keizer van Bulgarije, maar hij slaagde er nooit in om zijn titel aanvaard te krijgen. 

## Huwelijk
Als onderdeel van een alliantie tussen Béla IV en het koninkrijk Bohemen werd Cunigonde uitgehuwelijkt aan koning Ottokar II van Bohemen (1233-1278). Op 25 oktober 1261 vond het huwelijk plaats in de stad Pressburg. Ottokar was kort daarvoor gescheiden van Margaretha van Oostenrijk, die hem geen kinderen kon schenken. Uit het huwelijk werden volgende kinderen geboren:
- Cunegonde (1265-1321), huwde in 1291 met hertog Bolesław II van Mazovië
- Agnes (1269-1296), huwde in 1289 met hertog Rudolf II van Oostenrijk
- Wenceslaus II (1271-1305), koning van Bohemen

## Koningin-gemalin en regentes van Bohemen
Van 1273 tot 1276 streden Ottokar II en Rudolf van Habsburg om de troon van het Heilige Roomse Rijk. In 1276 kwam het tot vrede en moest Ottokar zijn veroverde gebieden aan Rudolf afstaan. De vrede tussen beide partijen duurde echter niet lang en Ottokar II sloot bondgenootschappen en bouwde een groot leger op om zijn verloren gebieden te heroveren. Op 26 augustus 1278 sneuvelde Ottokar echter bij de Slag bij Dürnkrut en Jedenspiegel, die eveneens zijn definitieve nederlaag betekende.
Door de dood van Ottokar II werd zijn minderjarige zoon Wenceslaus II de nieuwe Boheemse koning. Omdat Wenceslaus nog minderjarig was, werd Cunigonde aangesteld als regentes van het koninkrijk Bohemen. De regering van het markgraafschap Moravië werd echter toevertrouwd aan vertegenwoordigers van Rudolf van Habsburg, waardoor Cunigonde enkel de controle had over de provincie rond de Boheemse hoofdstad Praag. Ook sloot Cunigonde vrede met Rudolf van Habsburg en huwelijkte ze als onderdeel van deze vrede haar zoon Wenceslaus uit aan Rudolfs dochter Judith. Cunigonde bleef uiteindelijk regentes tot aan haar dood.
In 1285 hertrouwde Cunigonde met de Boheemse edelman Zavis van Falkenstein, maar ze stierf al enkele maanden na het huwelijk. Zavis bleef ook na haar dood een enorme invloed uitoefenen op Wenceslaus II, maar uiteindelijk werd hij in opdracht van de koning veroordeeld voor hoogverraad en in 1290 onthoofd.